# .303 British
Le .303 British ou 7,7 mm × 56R est une munition d'origine britannique. Créée à la fin des années 1880, elle a été la munition règlementaire de l'armée britannique et des armées du Commonwealth, avant d'être remplacée par la munition 7,62 × 51 mm OTAN pendant les années 1950 et reléguée au rang de munition sportive.

## Spécifications

Canon lisse
Canon rayé, A = diamètre intérieur, B = diamètre extérieur
Canon polygonal

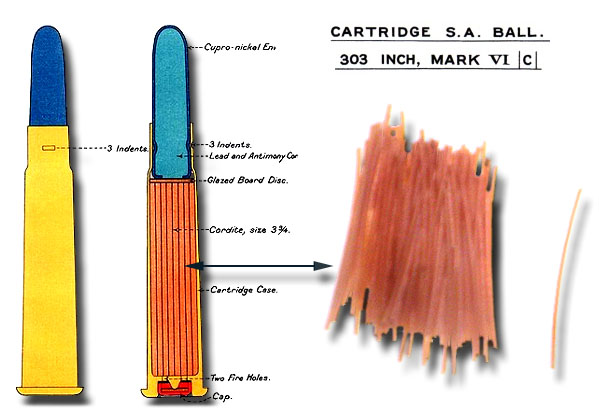
Dessin et photo des « cordons » de cordite dont la douille (étui) était chargée, à la place de la poudre noire, à partir de 1892.

Son chargement initial est prévu pour la poudre noire. Toutefois, elle commence à être chargée avec de la poudre sans fumée (cordite) dès 1888, produite en série en 1889, utilisée avec le fusil Lee-Metford mais vraiment opérationnelle avec l'adoption du fusil Lee–Enfield en 1895.
La dimension de 0,303 pouce (7,70 mm) correspond au calibre, c'est-à-dire le diamètre de l'âme du canon tandis que le diamètre à fond de rayures est en fait de 0,311 pouce (7,92 mm) ce qui est la taille réelle de l'ogive qui doit entrer (« prendre ») dans les rayures pour qu'elles guident la rotation sur son axe, ce qui la stabilise. Son étui est en laiton à bourrelet et à épaulement.
Il aurait été choisi à l'origine comme étant le plus petit calibre capable d'arrêter de manière fiable un cheval en train de charger.
Son projectile cylindro-sphérique (Mk I, II, III, IV, V et VI) ou cylindro-conique (pointu) (Mk VII et Mk VIII) selon les périodes de fabrication a donc un diamètre métrique de 7,9 mm. Son étui est en forme de bouteille et est pourvu d'un bourrelet.

## Histoire et emploi

### Premiers essais et adoption de la munition chargée de cordite
En 1883, une commission, le "British Small Arms Committee", est constituée pour étudier le remplacement du fusil Martini-Henry à un coup à chargement par la culasse et la munition de 11,43 mm en service depuis 1870. Le 26 août 1885, elle recommande un fusil Lee-Metford. En janvier 1887, elle recommande une munition de 303 centièmes de pouce.
La munition .303 est initialement prévue pour être chargée de poudre noire. Elle apparaît à une époque où, à la suite de l'invention par le Français Paul Vieille de la poudre sans fumée, l'armée française adopte la cartouche de 8mm et le fusil Lebel en 1886 et l'armée allemande la Patrone M/88 — ancêtre de la 7,92 × 57 Mauser — pour le Gewehr 1888. C'est pourquoi, dès 1888, la Commission des Explosifs britannique (Explosives Committee) décide de la charger avec de la poudre sans fumée.
Des essais sont effectués sur des Lee-Metford avec trois types de poudres, la ballistite, la cordite et la rifleite. Ces essais constatent une usure prématurée des canons et concluent à la nécessité de fabriquer et d'adopter un nouveau type de fusil, le Lee Enfield, ce qui est fait en 1895. La Commission choisit la cordite comme poudre de propulsion. Elle est composée de 58% de nitroglycérine, 37% de nitrocellulose et 5% de vaseline. Elle est appelée « cordite » en raison de sa présentation sous forme de filaments d'égale longueur.

### La munition à poudre noire Powder Mk I
La munition Powder Mk I est adoptée le 20 février 1889. Elle est chargée de 71,5 grains (4,6 g) de poudre noire. Elle utilise une balle à l'extrémité ronde de 215 grains (13,9 g) fabriquée en cupronickel, avec une chemise entièrement en métal  et un noyau en plomb durci. Elle dispose d'un amorçage Boxer.

### La munition à poudre noire Powder Mk II
Les essais montre que la chemise est trop fine pour être utilisée avec de la cordite. Dès 1890, la  munition est donc modifiée pour corriger ce défaut. Elle comprend une balle avec une chemise en cupronickel plus épaisse et un fond plat. La poudre et la balle sont séparées par un disque en de carton glacé. La munition ainsi améliorée devient la Powder Mk II et elle est adoptée le 19 juillet 1890. Elle utilise la même ogive de 215 grains qu'elle propulse en moyenne à 600 m/s avec une pression de la chambre d'environ 241 MPa. Powder et Cordite sont développées parallèlement.

### La munition à cordite Mk I
Dès 1890 les modèles Powder Mk I et Mk II sont remplacés par les Cordite Mk I et Mk II.
La Mk I a une balistique très améliorée. Sa vitesse initiale est de 600 m/s. Sa production industrielle est lancée le 3 novembre 1891. Elle reçoit un amorçage Berdan. La paroi interne de l'étui est désormais vernie pour faire face aux pression générées par la cordite.

### La munition à cordite Mk II
La munition Mk II est développée dans la foulée. Elle reçoit un amorçage Berdan plus large. Les dimensions du bourrelet sont légèrement modifiées. Elle est adoptée le 17 juillet 1893.
Lors des expéditions de Chitrâl et de Tirah entre 1894-1895 et en 1898, lors de l'expédition le long de la frontière nord de l'Inde, les militaires britanniques se plaignent de la balle à bout arrondi de la munition. Pour eux, elle n'a pas la capacité vulnérante et d'arrêt de la balle Martini-Henry. Aussi en 1897, l'arsenal de Dum Dum en Inde produit une Mk II spéciale pour laquelle 1 mm d'épaisseur de chemise a été enlevée au sommet, laissant à nu 1 mm de noyau, ce qui lui donne un pouvoir expansif.

### La munition Mk III
La munition Mk III qui reprend les caractéristiques de la Mk II est adoptée le 14 novembre 1897 mais n'est jamais mise en service actif. Sa production est interrompue à la fin de 1898 pour laisser place à la Mk IV.

### La munition Mk IV
La munition Mk IV est mise en production de masse à partir du 28 février 1898 en Grande-Bretagne, au Canada et en Nouvelle-Zélande. Il s'agit en fait d'une Mk III fabriquée dès l'origine avec le noyau découvert. Le centre de gravité de la balle est déplacé vers l'arrière ce qui améliore sa stabilité et sa précision. La balle elle même est plus efficace dans le corps humain, avec son sommet mou et sa pointe creuse. Toutefois, la chemise peut se détacher dans le canon lors du tir et l'obstruer, créant ainsi un risque non négligeable.

### La munition Mk V

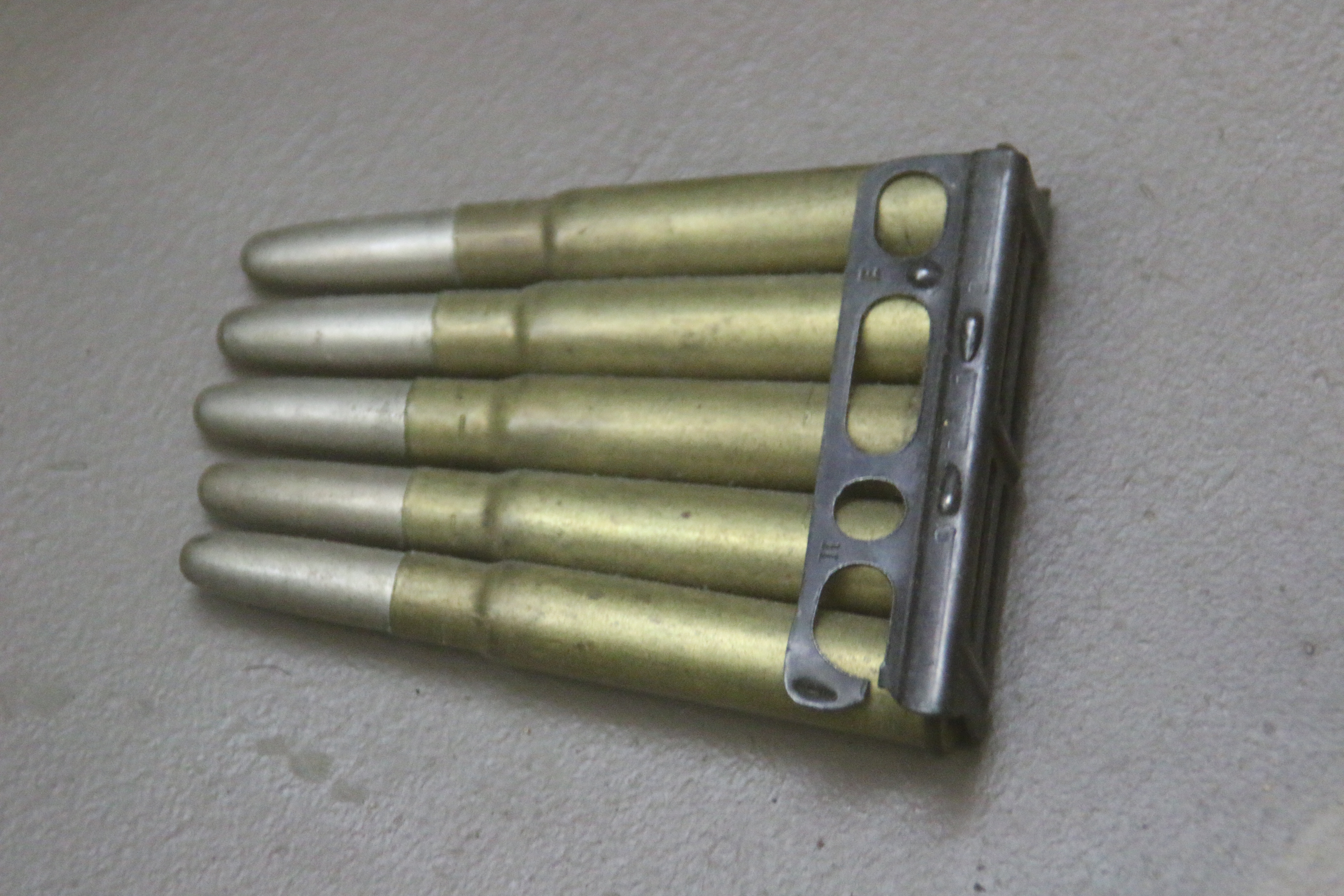
Clip de .303 Mk VI employé par l'Australie et la Nouvelle-Zélande pendant la Première Guerre Mondiale, sur les théâtres d'opération d’Égypte, de Palestine et de Gallipoli (National Army Museum, Waiouru, Nouvelle-Zélande).

La munition Mk V tient donc compte de ces critiques.
Toutefois, en 1899, la première convention de la Haye interdit l'usage des balles expansives. Le message est directement adressé aux Britanniques par les Néerlandais qui ont vu l'effet que les balles expansives avaient sur les blessés boers. Les munitions Mk III, Mk IV et Mk V, soit tout de même 45 millions de cartouches, sont immédiatement retirées du service, remplacées par des cartouches Mk II et utilisées à des fins d'instruction. La munition Mk V est immédiatement révisée pour respecter ces normes. La chemise recouvre désormais le noyau qui reçoit 2% d'antimoine supplémentaires et la balle est allongée de 1,3 mm.

### La munition Mk VI

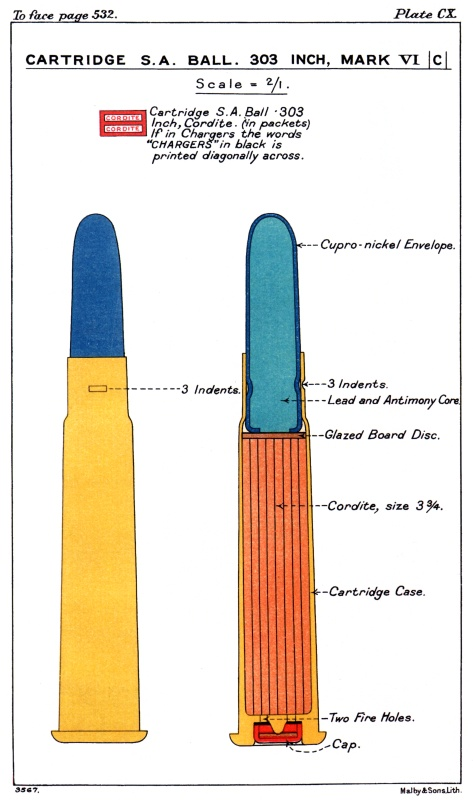
Présentation de la Mk.

La munition Mk VI est introduite en 1904 avec une chemise plus mince qu'on accuse de recréer, à tort ou à raison, une certaine forme d'expansion.

### Les tentatives avortées de remplacement

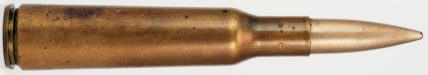
La cartouche de .276 Enfield qui ressemble beaucoup au de Mauser.

Lors de la seconde guerre des Boers, le .303 fait l'objet de critiques en comparaison avec la 7 × 57 mm du Mauser modèle 1895 dont la vitesse initiale est supérieure et qui donne une trajectoire plus tendue et une portée plus importante. L'état-major britannique se pose la question de son remplacement. En 1910, des appels d'offres sont lancés. L'industrie propose le .276 Enfield (en) associé à un fusil Enfield modèle 1913 (en) avec un système de culasse inspiré de celui du Mauser 98.
Le nouvel armement possède cependant des défauts importants, un recul excessif, une flamme de départ de coup importante, une usure et une surchauffe du canon inacceptables. Des recherches sont effectués pour trouver une poudre de propulsion qui brule à des températures inférieures mais les essais ont lieu à la veille de la Première Guerre mondiale. Par nécessité, le Lee-Enfield est donc conservé avec sa munition améliorée, la Mk VII. En revanche, les recherches sont poursuivies et donnent naissance à une gamme de fusil dont fait partie le US Mle 1917.

### La munition Mk VII

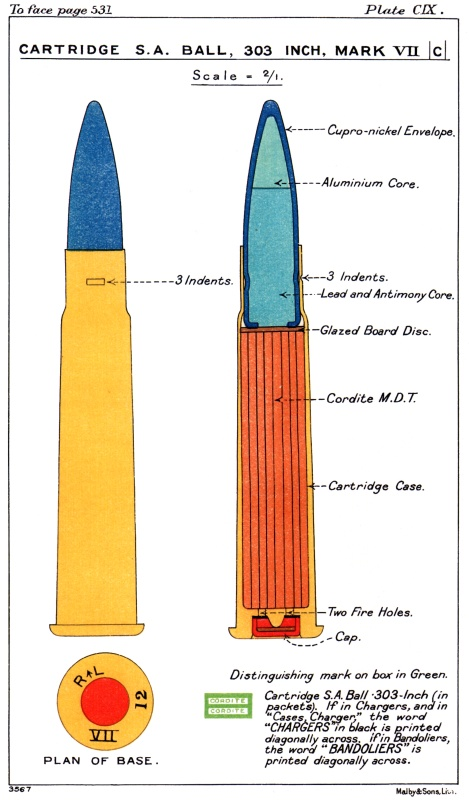
Présentation de la Mk VII.

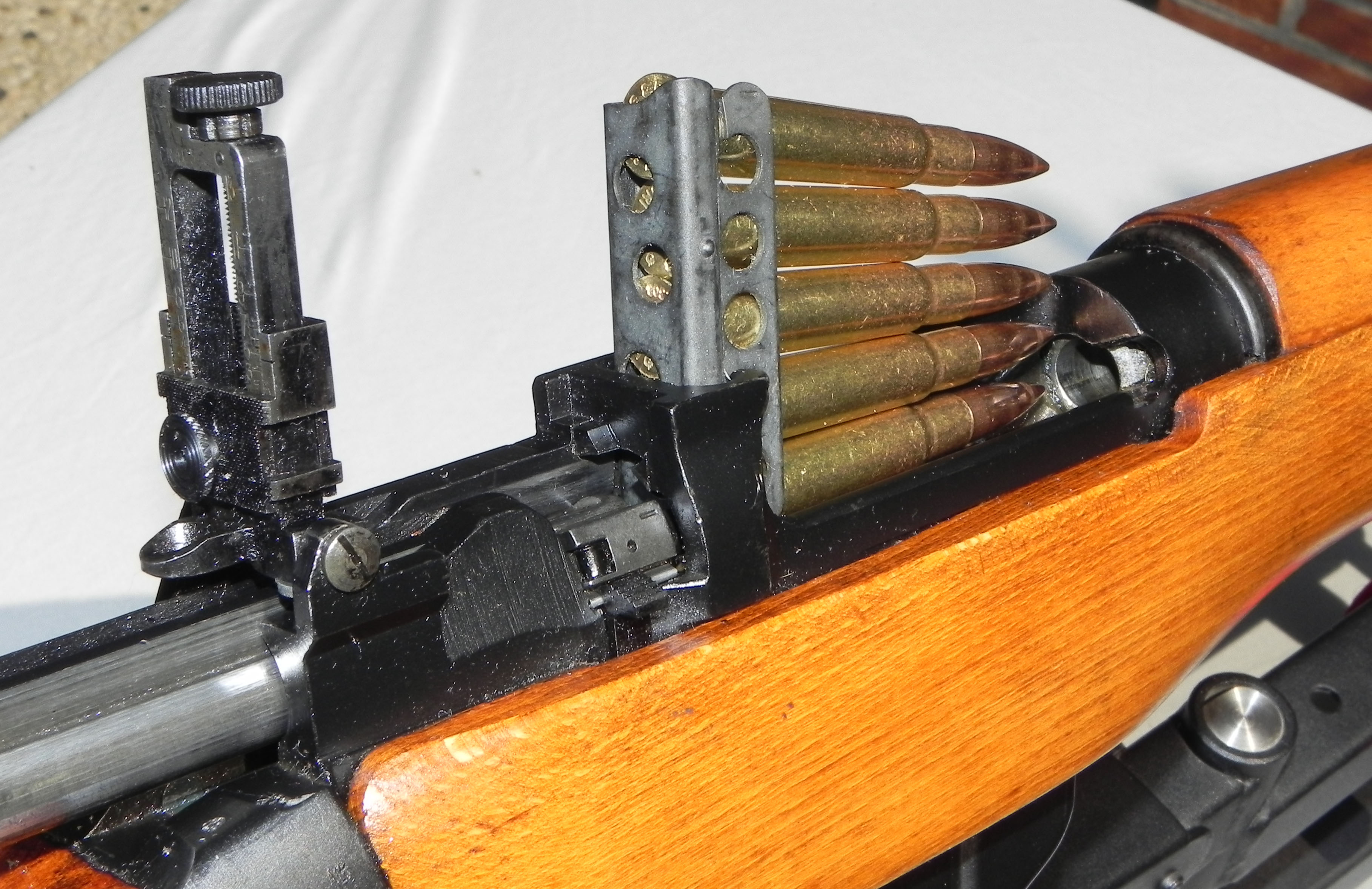
Clip de .303 Mk VII prêt à être chargé sur un Lee Enfield n°4 (fusil standard de l'armée britannique pendant la Deuxième Guerre mondiale).

En 1898, les Français adoptent la « balle D » qui révolutionne la conception des balles. Le sommet en est désormais pointu et ogival. Son poids est réduit et permet une bien meilleure vitesse initiale bien plus mortelle et vulnérante.
En 1910, les Britanniques décident donc d'adapter leur cartouche Mk VI au profit d'un concept plus moderne, la Mk VII. Elle est chargée de 37 grains (2,40 g) de cordite MDT 5-2 avec une balle de 174 grains (11,28 g) à sommet pointu et cylindro-conique avec une vitesse initiale de 744 m/s. La différence majeure entre la Mk VII et les autres balles du même type réside dans la composition du noyau qui, au lieu d'être en plomb durci, est bi-métal, en aluminium canadien à l'origine pour la tête et en plomb durci pour le corps. Cette caractéristique vise essentiellement à en maintenir le poids à un niveau optimum. L'aluminium devenu matière stratégique pendant la Deuxième Guerre mondiale, il est remplacé par la « tenite » (sorte de plastique en cellulose), par la pulpe de bois ou par du papier compressé. Il est autoclavé, c'est-à-dire compressé de manière à éviter les fragments qui pourraient créer des infections dans les blessures. Le sommet allégé de la balle en fait reculer le centre de gravité et en alourdit l'arrière. La balle est stable en l'air grâce à l'effet gyroscopique généré par les rayures du canon mais, lorsqu'elle atteint son objectif, son comportement et sa trajectoire sont très différents des projectiles du même type. Dès que la balle atteint la cible et décélère, sa base plus lourde le fait basculer violemment vers l'arrière. Il se déforme alors de manière à infliger des blessures plus graves qu'une munition standard du même genre. Il n'est toutefois pas contraire à la convention de la Haye de 1899 dans la mesure où sa chemise en couvre totalement le noyau. Les constatations médicales notent toutefois que, lorsque la balle rencontre un tissu dur tel qu'un os, elle se désintègre et génère un effet quasi explosif qui laisse des fragments comparables à ceux de l'artillerie.

### La munition Mk VIIIZ
Certaines cartouches Mk VII sont chargées à la nitrocellulose et prennent alors la dénomination Mk VIIZ.
La munition Mk VIIZ est adoptée à partir de 1938 pour alimenter les mitrailleuses Vickers. Elle comprend une charge propulsive en nitrocellulose qui lui donne une plus grande vitesse initiale pour une plus grande portée et qui limite la flamme de départ du coup. Cette limitation autorise son emploi avec les fusils Lee Enfield et les Bren lors des opérations nocturnes mais il est strictement réglementé en raison de l'érosion des canons qu'elle provoque dans les armes destinées utilisées normalement avec la Mk VII.

### Les codes lettres et couleurs en fonction des caractéristiques et de l'emploi de la munition
Source du tableau : Labett, 1980.
| Dénomination principale | Couleur de l'anneau de l'amorce | Couleur du type de munition | Autres caractéristiques                                     | Fonction                                  |
| ----------------------- | ------------------------------- | --------------------------- | ----------------------------------------------------------- | ----------------------------------------- |
| VII or VIIZ             | Mauve                           | Aucune                      | Aucune                                                      | Balle                                     |
| VIIIZ                   | Mauve                           | Aucune                      | Aucune Introduite en 1938 pour les mitrailleuses Vickers    | Balle                                     |
| G1, G2, G3, G7 ou G8    | Rouge                           | Aucune                      | Aucune Le G Mk 8 est introduite en 1945                     | Traceuse                                  |
| G4, G4Z, G6 ou G6Z      | Rouge                           | Blanche                     | Aucune                                                      | Traceuse                                  |
| G5 or G5Z               | Rouge                           | Grise                       | Aucune                                                      | Traceuse                                  |
| W1 ou W1Z               | Verte                           | Aucune                      | Aucune Le W Mk 1 Z est introduite en 19̟45                   | Perforante antichar                       |
| VIIF ou VIIFZ           | Aucune                          | Aucune                      | Aucune En service de 1916 à 1918                            | Perforante avec une capacité antichar     |
| F1                      | Verte                           | Aucune                      | Aucune Introduite en 1941                                   | Perforante avec une capacité antichar     |
| B4 ou B4Z               | Bleue                           | Aucune                      | Marque sur la chemise de la balle                           | Incendiaire                               |
| B6 ou B6Z               | Bleue                           | Aucune                      | Aucune                                                      | Incendiaire                               |
| B7 ou B7Z               | Bleue                           | Bleue                       | Aucune La B Mk 7 est introduite en 1942                     | Incendiaire                               |
| O.1                     | Noire                           | Noire                       | Aucune                                                      | Réglage Introduite en 1935                |
| PG1 ou PG1Z             | Rouge                           | Aucune                      | Bande bleue sur l'étui                                      | Traceuse d'exercice                       |
| H1Z                     | Aucune                          | Aucune                      | Moitié avant de l'étui noirci                               | Cartouche propulsive pour grenade à fusil |
| H2                      | Aucune                          | Aucune                      | Étui entièrement noirci                                     | Cartouche propulsive pour grenade à fusil |
| H4                      | Aucune                          | Aucune                      | Étui noirci au trois quart (19,05 mm) à la moitié de l'étui | Cartouche propulsive pour grenade à fusil |
| H7Z                     | Aucune                          | Aucune                      | Moitié arrière de l'étui noircie                            | Cartouche propulsive pour grenade à fusil |

### Les autres modèles de cartouches

#### Les cartouches destinées à l'aviation
Pendant la Première Guerre mondiale, l'aviation a besoin de munitions de haute qualité,. En effet, pour un fonctionnement sans accroc des systèmes de synchronisation mitrailleuse / hélices, elle a besoin d'amorces de haute qualité pour assurer une propagation optimum de l'inflammation de la poudre propulsive. C'est pourquoi, les munitions qui lui sont destinées font l'objet d'une sélection particulière et d'un marquage distinctif, des paquets imprimés à l'encre rouge et des étuis gravés avec des années à quatre chiffres. Cette exigence à pour objet de mettre en évidence des dates de péremption courtes, généralement 2 ans, au delà desquels les lots sont reversés aux forces terrestres. Les exigences concernant les dates cessent en 1943 mais le système se perpétue jusqu'en 1944. Cette année-là, outre le fait que les fabrications de munitions ont atteint un niveau de qualité qui ne nécessite plus de distinction, le .303 n'est plus la munition de base de l'aviation qui lui préfère le .50 et le 20 mm et les considérations sur la synchronisation armement / hélice n'ont plus vraiment lieu d'être.

##### Les cartouches explosives destinées à détruire les Zeppelin
Les cartouches Pomeroy sont des munitions antizeppelin destinées à l'aviation et nommées d'après leur inventeur, le Néo-Zélandais John Pomeroy (1873–1950). Elles sont développée à partir d'une munition standard de .303. La balle est composée d'une chemise en cupronickel qui enveloppe un tube de cuivre rempli de 0,97 g d'explosif composé à 73% de dynamite. Contrairement aux balles standard qui perforaient l'enveloppe sans causer de dégâts, elles étaient supposées exploser à l'impact contre les parois du dirigeable et enflammer l'hydrogène contenue dans l'enveloppe. Proposées en 1916 sous le nom de Cartridge S.A. Ball .303 inch Pomeroy Mark I, elles sont essayées, développées et produites sous le nom de Cartridge S.A. Ball PSA .303 inch Mk II.
Les essais ne sont pas concluants et l'expérience s'arrête avec la guerre en 1918.

#### Les cartouches perforante (armour piercing)
Sur de telles cartouches, la balle est faite de cupronickel, de tombac ou d'acier plaqué tombac. Le projectile est sensiblement du même poids que pour la Mk VII. Quatre modèles sont développés pendant la Première Guerre mondiale, l'A/P Mk VIIS en 1915, l'A/P Mk VIIP en 1916, l'A/P Mk VIIF en 1917 et l'A/P Mk VIIW qui est le modèle définitif en 1918.

#### Les cartouches traçantes
Les cartouches traçantes sont inventées pendant la Première Guerre mondiale pour vérifier la trajectoire des munitions, notamment la trajectoire des mitrailleuses d'aviation et ainsi permettre de rectifier le tir. Le principe est la combustion d'une partie de la balle qui créée un point lumineux de couleur vive et qui permet de suivre ainsi la trajectoire de la munition.

##### La Royal Laboratory Tracer
Elle apparaît en 1914. C'est une Mk VII au noyau raccourci pour loger un élément traceur et un système de mise de feu. Son mauvais fonctionnement la fait remplacer par la SPK produite par la société Sparklet Aerators Co. 

##### La SPK VIIT
Sparklet produit des balles de 8 mm pour la France. La SPK VIIT comprend un élément traceur dans le culot. Elle est adoptée le 23 juin 1916. Elle est renommée 

##### La SPG G.I.
La SPG est produite par le Royal Laboratory de Woolwich. Elle est mise en service le 14 octobre 1916. C'est une balle Mk VII avec dans le culot, un godet contenant le matériau traceur. Elle est rebaptisée G.I.

##### Buckingham Mk I, Mk II et Mk III Tracer
Ce sont des balles incendiaires au phosphore libéré grâce à des bouchons d'alliage fusible à basse température et qui s'échauffe en passant dans le canon. Elles sont dessinées par la Buckingham Engineering Works. La balle est identique à celle de la Mk VII mais elle est creuse, contient le phosphore qui s'évacue par deux trous percés de part et d'autre de l'ogive et qui fait une trace de fumée blanche.

#### Les munitions traceuses de la Deuxième Guerre mondiale
G Mk I, G MkII, G MkIII, G MkIV, G Mk IV/II, G MkV, G Mk VI, G Mk VII, G Mk VIII 

#### Les cartouches d'exercice
les exercices de tir, les stocks de munitions viennent à s'épuiser. Le gouvernement britannique passe donc un contrat avec la Greek Powder and Cartridge Co d'Athènes pour pallier cette carence. Le contrat couvre une munition avec balle et une munition à blanc sans cartouche dont le sommet de l'étui plissé est couvert d'une marque de peinture rouge foncé.
- Cartouches à blanc
- Cartouche à blanc à poudre noire
- Cartouches à blanc avec balle en bois

Les cartouches à blanc avec balle en bois ont pour objet de donner une pression supplémentaire dans le canon pour activer le système de rechargement automatique sur les fusils mitrailleurs ou les mitrailleuses. La balle en bois est supposée s'autodétruire avant de sortir du canon, ce qui n'est jamais le cas et ce qui peut les rendre dangereuses. En l'occurrence, elles sont faites pour n'être employée que sur le fusil mitrailleur Bren;
- Cartouches de tir réduit
- Cartouches de drill
  - Mk 3
  - Mk 5
  - Mk 6
  - Mk 6 inerte
  - Mk 6 à blanc pour lancer des cordages

Les munitions à blanc pour lancer des cordages s'emploient dans la marine pour envoyer des cordages d'un bateau à l'autre afin de les associer pour un ravitaillement à la mer par exemple.

#### Les munitions japonaises de 7,7 mm
En 1918, la marine japonaise adopte l'hydravion Yokosuka Ro-go Ko-gata doté d'une mitrailleuse en calibre .303. À partir de là, tous les armements de l'aviation navale et de l'aviation terrestre japonaise développés dans l'entre-deux-guerres sont calibrés en .303 et ceci jusqu'en 1945. Le Japon produit donc des mitrailleuses directement copiées des Lewis, le Type 92, et Vickers. Les munitions afférentes sont directement copiées du .303 britannique et diffèrent du calibre de la carabine Arizaka des autres armements réglementaires du même type.
Les munitions japonaises destinées au fusil Arizaka, les 6,5 mm Type 38, sont très similaires au modèle .303 British Mk VII mais pas compatible avec lui.

#### Les munitions commerciales
La cartouche de .303 connait aussi un succès certain dans le civil, comme munition de sécurité, de chasse ou de compétition.
Le .303 est un des grands calibres encore en usage aujourd'hui. Nombre de versions commerciales sont toujours fabriquées et disponibles, en particulier chez Remington, Federal, Winchester, Sellier & Bellot, Denel-PMP, Prvi Partizan and Wolf dans toutes versions ː balle ronde et pointue, totalement chemisées, pointe molle, pointe creuse, à base plate ou à godet.

### Armes militaires utilisant la .303 British
- Les fusils : Lee-Metford Mark I et II, Lee-Enfield Mark I et II, SMLE Mark I à III, Lee Enfield no 4, Pattern 1914 Enfield, fusil Ross, Lee-Enfield n°5 "Jungle Carbine"
- Les fusils-mitrailleurs : BREN, Lewis Mark I, fusil-mitrailleur léger Madsen
- Les mitrailleuses : mitrailleuse lourde Vickers

Certains armement japonais, essentiellement des mitrailleuses d'aviation.
Nombre de variantes de cartouches .303 sont utilisés comme propulseur ou comme étoupille ou amorce de propulsion de mortier pendant la Première Guerre mondiale.

### Pays de fabrication
Les pays suivants ont fabriqué cette munition, :
- Afrique du Sud
  - Fabricants ː South African Mint (SAM); Pretoria Metal Pressing Ltd (MPM), Musgrave& Sons Bloemfontein (M ou MUS)
- Australie
  - Fabricants ː Small Arms Ammunition Factories, Usine n°1 (MF), Usine n°2 (MG); Fabricants disparus après la 2ème Guerre mondiale ː Small Arms Ammunition Factory N°4, Hendon (MH), Small Arms Ammunition Factory N°5, Rocklea (MR), Small Arms Ammunition Factory N°6, Welchpool (MW) Small Arms Ammunition Factory N°7, Salisbury, (MS).
- Belgique
  - Fabricants ː Browning Arms C°, Herstal (BROWNIN̈G); Fabrique Nationale d'Armes de Guerre, Herstal, (FN ou FNB); Interarmco (INTERARMCO) vraisemblablement fabriqué par la FN.
- Birmanie
- Canada
  - Fabricants ː Dominion Cartridge Co., Brownsburg, Quebec, (D) Dominion Arsenal, Montreal, (DA); Dominion Arsenal, Québec ; Dominion Arsenal, Lindsay, Ontario (DAL ou LAC); Defence Industries, Verdun, (DI); Canadian Industries Ltd, Montreal, (IMPERIAL) Ross Rifle Co, Montreal (RR ou RRCO);
- Égypte
  - Fabricants ː Government Arsenal Shoubra; Factory No 10 a Alexandrie (10 en chiffres arabes)
- Espagne
  - Fabricants ː Fabrica Nacional de Espana, Palencia (FNT); Pirotechnico Militar de Seville (PS ou S);
- États-Unis
  - Fabricants ː Winchester (W.R.A ou W); )Remington (RA);  United States cartridge Co. (USCCo); Peters S; Hoboken Brass (H) Remington, Standard Cartridge Company, Pasadena, (ScC), Western.
- Finlande
  - Fabricants ː VPT
- France
  - Fabricants ː Ateliers de Construction de Puteaux (APX) en 1916 puis en 1931, Ateliers de Construction de Valence (A-VE), Ateliers de Construction de Vincennes (A-VIS), Gévelot et Gaupillat Frères, Paris, (GEVELOT), pour l'exporf; Société Méridionale d'Industrie, Robert Paulet & Cie, Marseille, (MI); Societe Francaise des Munitions, Issy-les-Moulineaux, (SFM); Cartoucherie de Valence (VE).
- Grèce  ː
  - Fabricants ː Greek Powder and Cartridge Co, Athènes, (HXP);
- Inde
  - Fabricants ː Indian Government Ammunition Factory, Dum Dum, Calcutta, (DJ, DF, NJ ou SJ); Indian Government Ammunition Factory Kirkee, (KF ou K).
- Indonésie
- Irak
  - Fabricants ː  Iraq Defence Industries, (Djim ̟ Triangle)
- Israël
  - Fabricants ː Government Arsenal, Tel Aviv,
- Italie
  - Fabricants ː Bombrini, Parodi et Delfino, Rome, (AOC et BPD); Pirotecnico di Capua, (C..); Fiocchi; Societa Metallurgica Italiana, Campo Tizzoro, (SMI); Pirotechnia di Bologna, (TM..B)
- Japon
  - Fabricants ː Tokyo Ammunition Factory (Grenade à 3 branches et année de fabrication dans le calendrier japonais) ; Yokosuka Arsenal (F inversé).;  Toyakowa Arsenal (Y inversé); Asahi-Okuma ( P).
- Lettonie
  - Fabricant ː Vairogs, Riga (Triangle pointe en bas et ouvert sur le dessus gauche) ; Sellier & Bellot, Riga, (S&B)
- Nigeria
  - Fabricants ː Government Ordinance Factory, Lagos, (OFN)
- Nouvelle-Zélande
  - Fabricants ː Colonial Ammunition Company Ltd, Auckland (CAC)
- Pakistan
  - Fabricants ː Pakistan Ordnance Factory, Rawalpindi, (POF).
- Pays-Bas
  - Fabricants ː Artillerie Inrichtingen, Hembrug, (A ou AI); Hirtenberg Patronenfabrik factory Dordrecht, (Do).

- Portugal
  - Fabricants ː Arsenal do Ejercito, Lisbon, Portugal (AE); Fabrica Nacional de Municoes e Armas Legeiras, Moscavide, (FNM); Rhodesia National Rifle Association nitro-cellulose (RNRA), fabriquées pour la Rhodésie par FNM.
- Royaume-Uni
  - Fabricants ː Birmingham Metal and Munitions Co Ltd. Birmingham, (B.J.M ou N)ː Royal Ordnance Factory, Blackpole, Worcester, (BE); J Blanch & Sons of Fenchurch St, London, (BLANCH); British Munitions Co Ltd, Millwall, London,(BM); Crompton Parkinson Ltd, Guiseley, Yorkshire, (CP); Crompton Parkinson Ltd, Doncaster, Yorkshire (C-P); Eley Brothers, Edmonton, London, (EB ou E); Greenwood and Batley, Leeds,(G ou GB ou GBF); Grenfell and Accles Ltd, Perry Barr, Birmingham, (GA); Government Cartridge Factory No 1, Blackheath, Staffs., (G18F1 ou C18F1); Government Cartridge Factory No 3, Blackpole, Worcestershire, (G..F3 ou C..F3); George Kynoch, Birmingham, (GKB ou K); Royal Ordnance Factory, Hirwaun, South Wales (HN); Kynoch & Co, Witton, Birmingham,(K ou KINOCH); Imperial Chemical Industries Kynoch factory at Standish, near Wigan, Lancs, (K2); Imperial Chemical Industries Kynoch factory at Yeading, Hayes, Middlesex, (K3); Imperial Chemical Industries Kynoch factory at Kidderminster, Worcestershire.,(K4); Kings Norton Metal Co., Birmingham, (KN); Remington UMC, Bridgeport, Conn., USA.,(LE ou U); Nobel Explosives Ltd., Manchester, (M); Maxim Arms Co.,London (MAXIM); Raleigh Cycle Co, Nottingham, (RC); Royal Ordnance Factory, Radway Green, Cheshire, (RG); Royal Laboratory, Woolwich Arsenal, Kent, (RL); Richard Threlfall and Sons, (RTS); Rudge Whitworth Ltd., Tyseley, (R..W); Royal Ordnance Factory, Spennymoor, Durham, (SR);
- Soudan
- Tchécoslovaquie
  - Fabriquant ː Sellier & Bellot, Prague, (S&B).
- Yougoslavie